# Krzysztof Kosiński (polityk)
Krzysztof Kosiński (ur. 17 lutego 1988 w Ciechanowie) – polski polityk i samorządowiec, rzecznik prasowy Polskiego Stronnictwa Ludowego i jego klubu parlamentarnego (2011–2014), od 2014 prezydent Ciechanowa.

## Życiorys
Absolwent I Liceum Ogólnokształcącego im. Zygmunta Krasińskiego w Ciechanowie. W 2012 ukończył prawo na Wydziale Prawa i Administracji Uniwersytetu Jagiellońskiego, następnie rozpoczął na tej uczelni studia doktoranckie w zakresie prawa. Kształcił się też na kursie liderskim organizowanym przez Departament Stanu USA. Wstąpił do Forum Młodych Ludowców, do 2013 był sekretarzem zarządu krajowego tej organizacji młodzieżowej. W 2011 zatrudniony w krakowskim urzędzie miasta, po kilku miesiącach został rzecznikiem prasowym Polskiego Stronnictwa Ludowego i klubu parlamentarnego tej partii.
W wyborach w 2014 ubiegał się o stanowisko prezydenta Ciechanowa. Wygrał w drugiej turze głosowania, pokonując pełniącego dotychczas tę funkcję Waldemara Wardzińskiego. W 2018 został wybrany na kolejną kadencję (oprócz PSL otrzymał poparcie m.in. PO i Nowoczesnej), wygrywając w pierwszej turze z wynikiem 83,59%. W kolejnych wyborach w 2024 był jedynym kandydatem na prezydenta Ciechanowa; uzyskał reelekcję z wynikiem 81,45% głosów.

## Wyróżnienia
Wyróżniony przez „Newsweek Polska” zaliczeniem do 15 najlepszych prezydentów miast w Polsce w rankingu tego tygodnika z 2022.